# Mónica Cosachov
Monica Cosachov (sinh ngày 7 tháng 9 năm 1946) là một nghệ sĩ harpsichord, nghệ sĩ piano và nhà soạn nhạc người Argentina. Bà thỉnh thoảng cũng là giáo sư giảng tại các trường đại học và trung tâm nghiên cứu quốc tế.

## Lý lịch
Cosachov được sinh ra ở Buenos Aires và học chơi piano và harpsichord tại Conservatorio Nacional de Buenos Aires. Sau đó bà học tại Học viện Quốc tế Menuhin Yehudi và Học viện Chigiana ở Ý. 

## Sự nghiệp âm nhạc
Cosachov được tham gia lễ hội âm nhạc Camping Musical Bariloche, là một thành viên sáng lập và là nghệ sĩ độc tấu của Camerata Bariloche, và trở thành Giám đốc Bộ phận Nghiên cứu và Giảng dạy thông qua công việc của bà với Quỹ Fundilión Bariloche (Quỹ Bariloche). Công việc liên ngành và đa ngành của bà về những quan điểm mới trong việc hình thành các nhạc sĩ và nhà khoa học dẫn đến việc bà giảng tại các trường đại học và trung tâm nghiên cứu ở nước ngoài.
Bà hiện là Giám đốc của Escuela Interdisciplinaria de Música (Trường Âm nhạc Liên ngành), trung tâm đào tạo và các dự án nghệ thuật và xã hội, làm việc mà bàđã giành giải Alicia Moreau de Justo cho nghiên cứu sáng tạo và hỗ trợ các nghệ sĩ trẻ. Argentina là thành viên của Hội đồng Unesco, và thông qua Liên hợp quốc, Cosachov đã giảng dạy các hội thảo ở Argentina và tại các trường đại học nước ngoài bao gồm Colombia, Prague, Bavaria, Thụy Sĩ và một số nước Mỹ Latinh. Năm 2005, bà được bổ nhiệm làm giám đốc của Fondo Nacional de las Artes (Tài trợ Nghệ thuật Quốc gia).
Là một nghệ sĩ harpsichor và piano, Cosachov đã biểu diễn cùng với Alberto Lysy, Walter Trampler, Jean-Pierre Rampal, Einar Holm, Thomas Tichauer, Andres Spiller, M. Andrée, Bruno Giurana, Peter Thomas và những người khác. Trong số các sinh viên xuất sắc của bà là Mario Raskin và Oscar Milani.
Cosachov có hứng thú với công việc của Johann Sebastian Bach, bà đã tiến hành các cuộc hội thảo về các biến thể của Goldberg, những nghiên cứu đã nhận được đánh giá tốt từ các nhà phê bình cho phiên bản đầy đủ của  Well-Tempered Clavier.